# 22995 Алленджейнс
22995 Алленджейнс (1999 VM67, 1992 EP13, 22995 Allenjanes) — астероїд головного поясу, відкритий 4 листопада 1999 року.
Тіссеранів параметр щодо Юпітера — 3,324.